# Бєлоруський (Псковська область)
Бєлоруський (рос. Белорусский) — селище в Питаловському районі Псковської області Російської Федерації.
Населення становить 942 особи. Входить до складу муніципального утворення Утроїнська волость.

## Історія
Від 2015 року входить до складу муніципального утворення Утроїнська волость.

## Населення
| 2001 | 2002  | 2010 |
| ---- | ----- | ---- |
| 1262 | ↘1024 | ↘942 |